# Environnement en Suisse

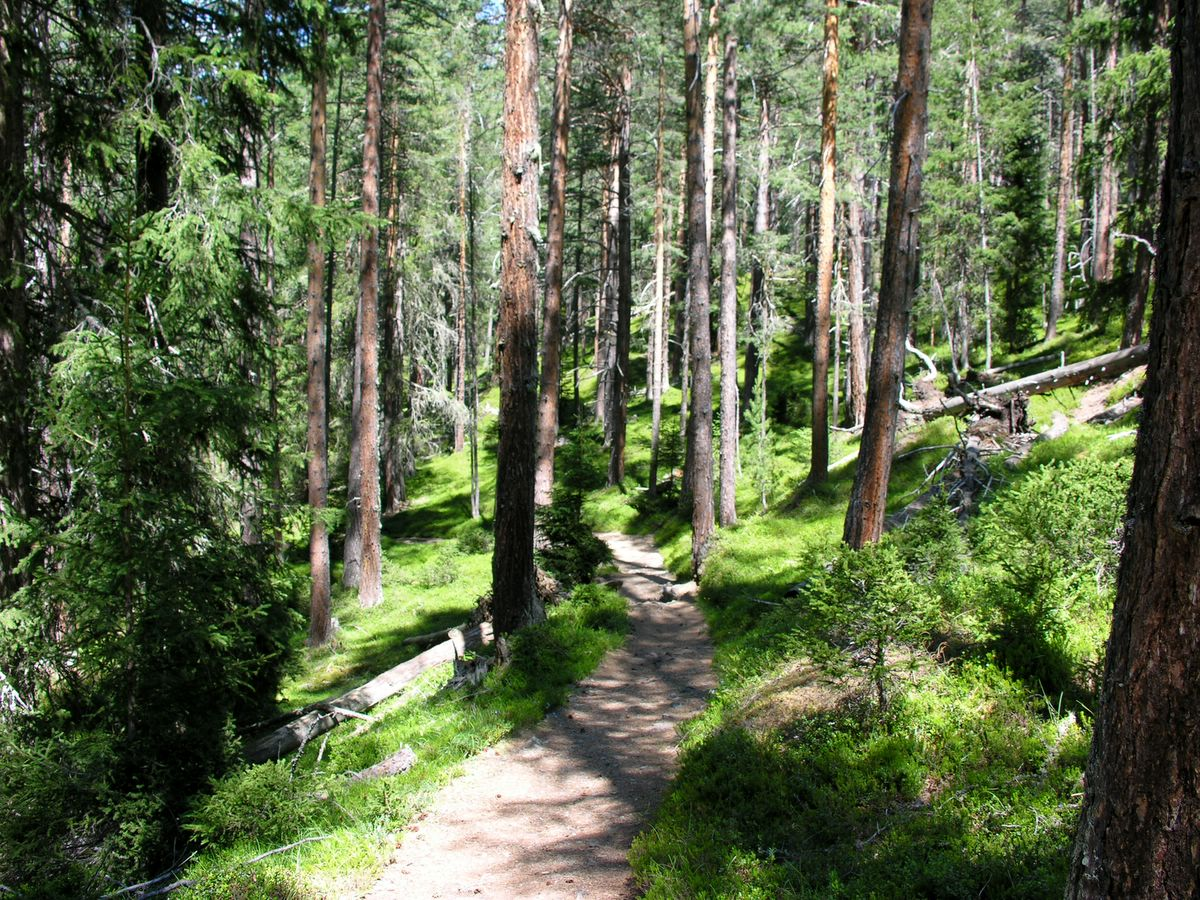
Forêt dans le Parc national suisse.

L'environnement en Suisse est l'ensemble des éléments – biotiques ou abiotiques – qui entourent un individu ou une espèce et dont certains contribuent directement à subvenir à ses besoins du la Suisse.

## Biodiversité en Suisse

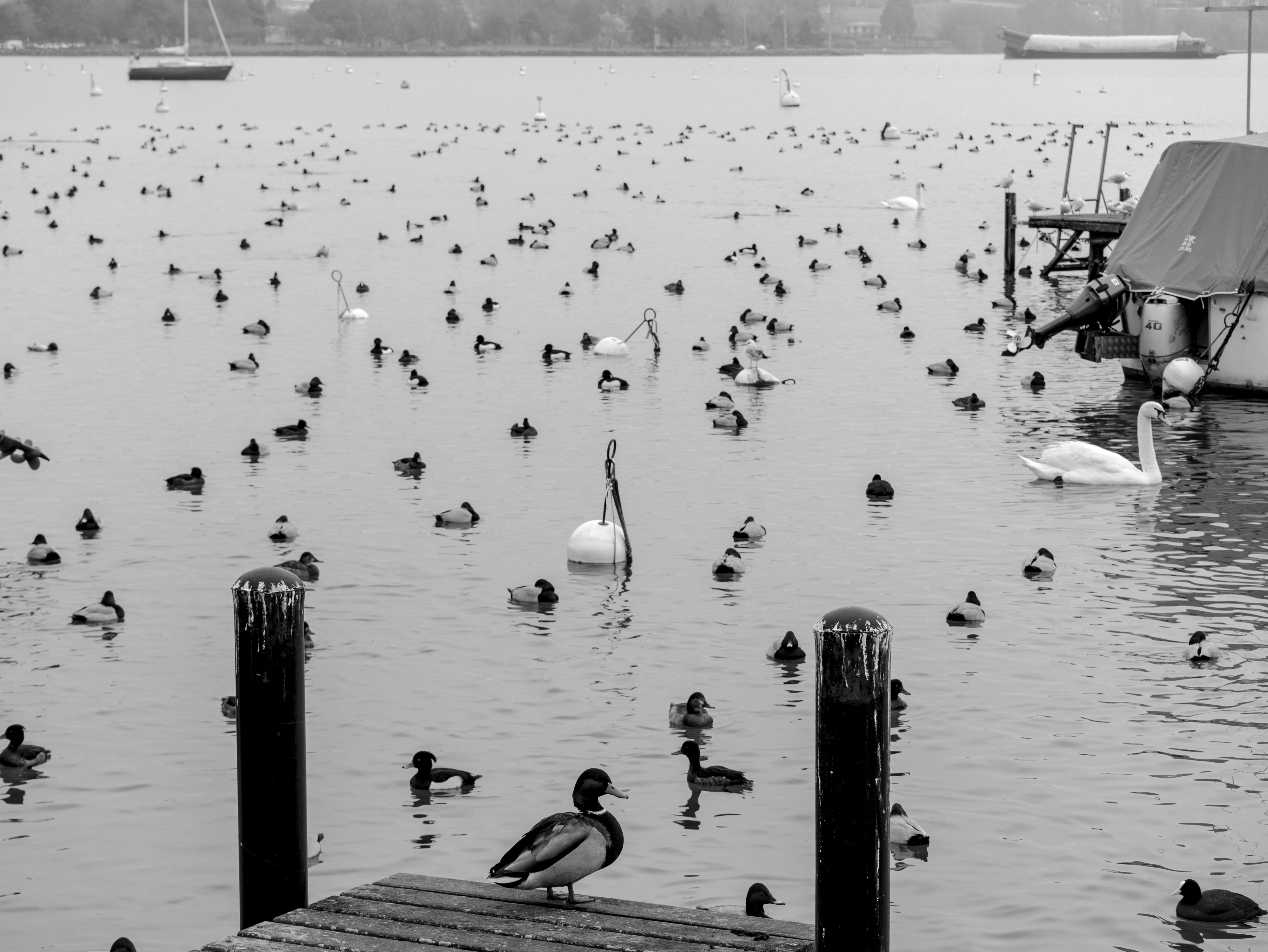
Fuligule milouin et Fuligule morillon en hivernage et quelques canards colvert, cygnes tuberculés, foulques macroules et mouettes rieuses sur le Léman, à Morges.

Le climat de la Suisse est variable en fonction des zones géographiques.
La forêt en Suisse occupe 32 % de la surface du territoire.
Le lac Léman, d'origine glaciaire, situé en Suisse et en France, est, par sa superficie, le plus grand lac alpin et subalpin d'Europe. En 2021, une trentaine d'espèces de poissons et de crustacés cohabitent dans le Léman ainsi que, depuis quelques années, une espèce de cnidaire.
En 2021, un rapport de l'Académie suisse des sciences naturelles évalue le nombre d'espèces d'insectes en Suisse à 60 000, dont la environ la moitié est cataloguée. Sur l'ensemble des espèces d’insectes étudiées, 16 % sont potentiellement menacées et 43 % sont menacées,.

## Impacts sur les milieux naturels
« Notre planète se rapproche des limites de ce qu’elle peut supporter. Les changements climatiques, la consommation excessive de ressources et la perte de biodiversité constituent des risques menaçant les fondements de notre vie. »
Doris Leuthard, 2019

### Activités humaines

#### Transports

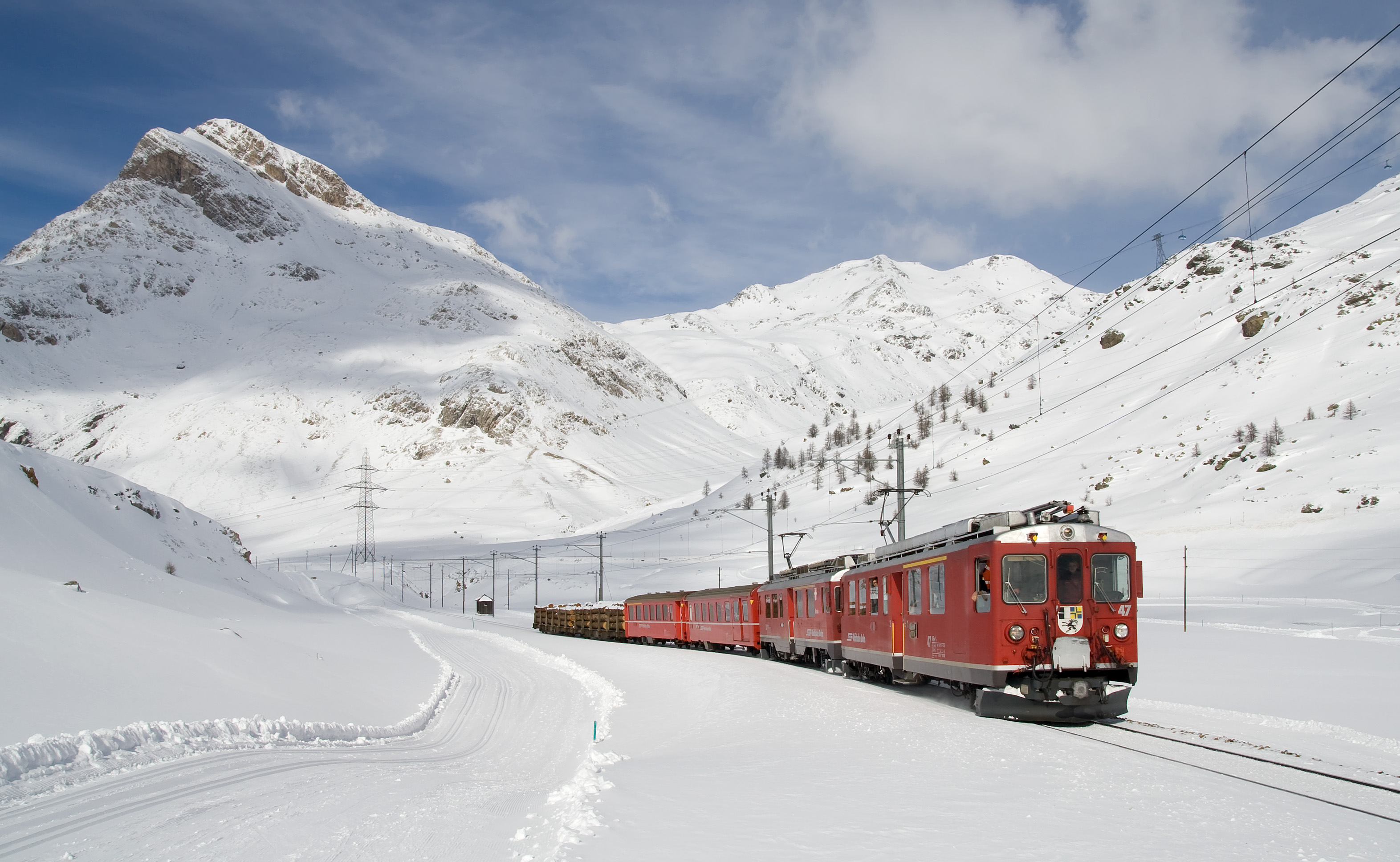
Un train de la Bernina Express entre Lagalb et Ospizio Bernina, dans le canton des Grisons.

Par sa position géographique au centre de l'Europe, la Suisse possède un réseau routier et de chemin de fer dense. 
En 2022, chaque habitant de la Suisse a pris le train en moyenne 61 fois et a parcouru au total 2 179 kilomètres. En comparaison avec les autres pays européens, la Suisse reste toujours le premier pays en terme d'utilisation du train. 
La Suisse comprend trois aéroports de dimension internationale.
Dans les années 2010 et au début des années 2020, au quotidien et dans les loisirs, le vélo est un moyen de transport toujours plus apprécié. 76 % de la population depuis l’âge de 6 ans dispose d’un vélo. En 2015, en Suisse, 6,6 % des déplacements sont effectués entièrement à vélo et 0,7 % en partie à vélo (en combinaison avec les transports publics ou la marche à pied).

### Pollutions

#### Émissions de gaz à effet de serre
En août 2019, pour atténuer le dérèglement climatique, le gouvernement annonce l'objectif de neutralité carbone en 2050,. En septembre 2020, l'Office fédéral de l'environnement écrit que « l'objectif de zéro émission nette peut et doit être atteint principalement en abandonnant les combustibles fossiles (en particulier le pétrole, le gaz, l'essence et le diesel) ».
En novembre 2020, l'Office fédéral de l'environnement annonce que la température moyenne a déjà augmenté de 2 degrés depuis l’ère préindustrielle ; que le dérèglement climatique a déjà un impact sur la santé humaine, les autres animaux, les végétaux et les glaciers ; et que, sans nouvelles mesures, la température moyenne pourrait augmenter de 5 à 7 degrés d'ici 2100,.

## Exposition aux risques
Le pays est soumis à un certain nombre de risques : séisme, avalanches, canicule, chaussées glissantes, chutes de neige, crues, gel, incendie de forêt.

### Séisme
Sur les dix plus gros tremblements de terre qu’a connus la Suisse depuis 1295, quatre sont survenus en Valais. Le dernier, d’une magnitude de 5,8 sur l’échelle de Richter, s’est produit le 25 janvier 1946, faisant quatre morts et endommageant plus de 3500 bâtiments. Le canton est la région de notre pays la plus exposée à un séisme. Le séisme de 1356 à Bâle est l'événement sismologique historique le plus important de l'Europe centrale[réf. nécessaire].

### Éboulement
Du fait de sa géographie montagnarde, le pays est exposé au risque d'éboulement. Par exemple, en mai 2023, l'accès au village de Brienz, perché dans le sud-est des Alpes suisses est interdit ; celui-ci étant menacé par l’éboulement imminent de tout un pan de la montagne qui le surplombe.

## Politique environnementale en Suisse

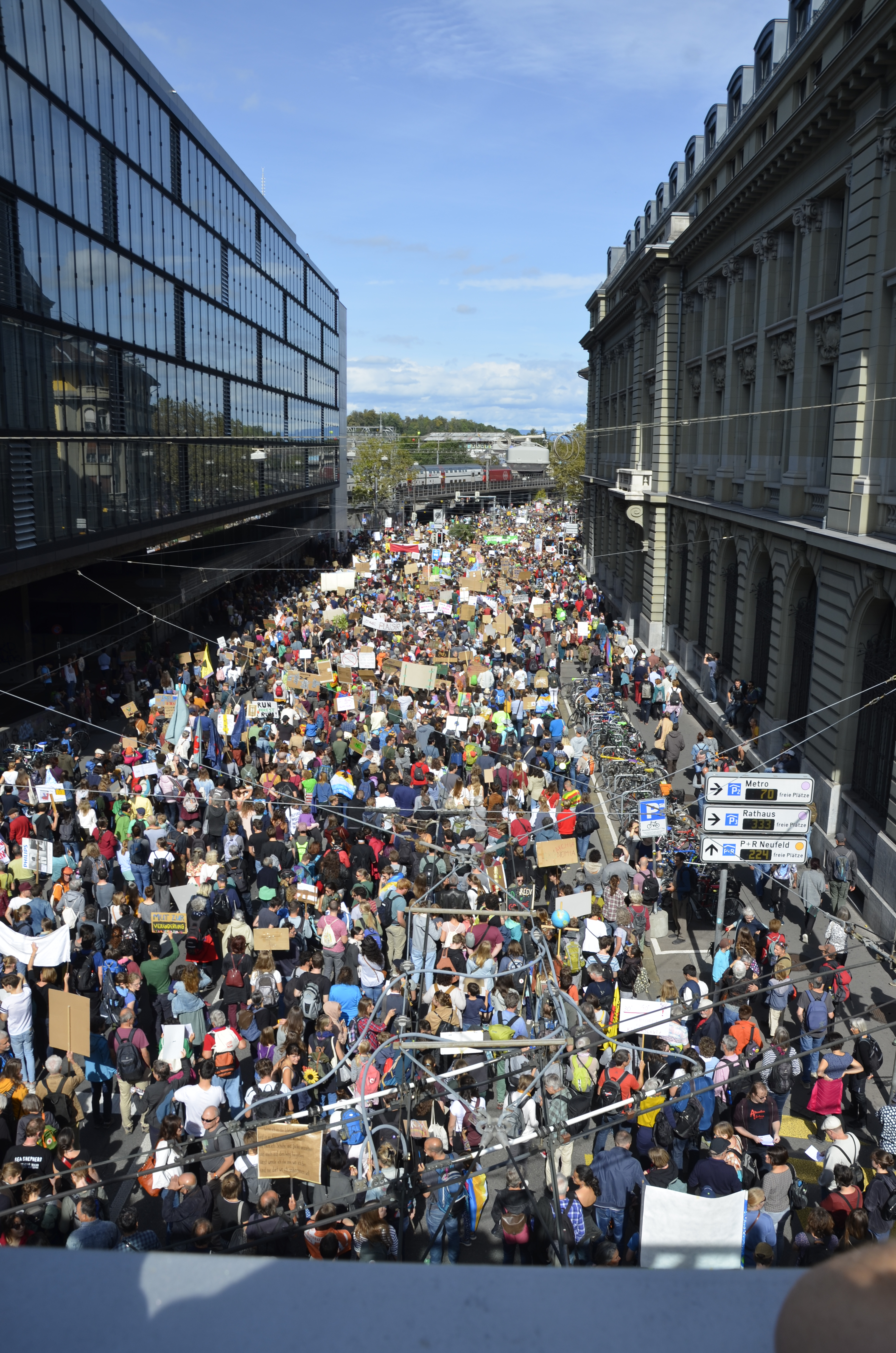
Manifestation nationale pour l'action climatique à Berne, le 28 août 2019.

Le Département fédéral de l'environnement, des transports, de l'énergie et de la communication (DETEC) regroupe des bureaux responsables de la gestion environnementale et d’autres s’occupant d’infrastructures comme les transports et l’énergie. La conseillère fédérale Simonetta Sommaruga en est responsable depuis 2019. Son département comprend entre autres l'Office fédéral de l'environnement (OFEV), l'Office fédéral du développement territorial (ARE), Office fédéral de l'énergie (OFEN), et l'Inspection fédérale de la sécurité nucléaire (IFSN).

### Évaluation environnementale globale
À la suite de la ratification de la Convention d'Aarhus, la loi fédérale sur la protection de l’environnement a été complétée par la mention : « Le Conseil fédéral évalue au moins tous les quatre ans l’état de l’environnement en Suisse et présente les résultats à l’Assemblée fédérale dans un rapport »,. Le dernier rapport publié est Environnement Suisse 2018.

### Initiatives populaires fédérales
- 1954 : initiative populaire « pour la protection des sites depuis la chute du Rhin jusqu'à Rheinau » ;
- 1956 : initiative populaire « pour une extension des droits populaires lors de l'octroi par la Confédération de concessions pour l'utilisation des forces hydrauliques » ;
- 1977 : initiative populaire « contre la pollution atmosphérique causée par les véhicules à moteur » ;
- 1987 : initiative populaire « pour la protection des marais - Initiative de Rothenturm » (acceptée) ;
- 1990 : initiative populaire « pour un abandon progressif de l'énergie atomique » (acceptée) ;
- 1992 : initiative populaire « pour la sauvegarde de nos eaux » ;
- 1993 : initiative populaire « 40 places d'armes ça suffit ! L'armée doit aussi se soumettre à la législation sur la protection de l'environnement » ;
- 1994 : initiative populaire « Pour la protection des régions alpines contre le trafic de transit » (acceptée) ;
- 2005 : initiative populaire « Pour des aliments produits sans manipulations génétiques » (acceptée) ;
- 2012 : initiative populaire « pour en finir avec les constructions envahissantes de résidences secondaires » (acceptée) ;
- 2014 : initiative populaire « Halte à la surpopulation - Oui à la préservation durable des ressources naturelles » ;
- 2022 : initiative populaire fédérale « pour un climat sain (initiative pour les glaciers) » (retirée).

### Droit de recours
Les lois fédérales sur la protection de la nature et de l'environnement prévoient un droit de recours des associations de protection de l'environnement,. Entre 1996 et 2007, le taux de succès de ces recours est d'environ 60 %. Très controversé, ce droit est contesté par une initiative populaire lancée par les jeunes libéraux-radicaux en 2008, mais est finalement conservé. En 2018, le Tribunal fédéral a étendu ce droit de recours des associations aux procédures d'autorisation de pesticides.

### Bases légales
- Constitution fédérale de la Confédération suisse (Cst.) du 18 avril 1999 (état le 1er janvier 2020), RS 101, art. 73 à 80.
- Loi fédérale sur la protection de la nature et du paysage (LPN) du 1er juillet 1966 (état le 1er avril 2020), RS 451.
- Loi fédérale sur la protection de l’environnement (LPE) du 7 octobre 1983 (état le 1er juillet 2020), RS 814.01.